# 8866 Tanegashima
8866 Tanegashima è un asteroide della fascia principale. Scoperto nel 1992, presenta un'orbita caratterizzata da un semiasse maggiore pari a 3,1174612 UA e da un'eccentricità di 0,1703428, inclinata di 11,62788° rispetto all'eclittica.